# Homoeotricha longipennis
Homoeotricha longipennis är en tvåvingeart som först beskrevs av Tokuichi Shiraki 1933.  Homoeotricha longipennis ingår i släktet Homoeotricha och familjen borrflugor. Inga underarter finns listade i Catalogue of Life.